# Diego Rodríguez Cano
Diego Sebastián Rodríguez Cano (Montevideo, Uruguay; 28 de mayo de 1988-ibídem, 11 de septiembre de 2010) fue un futbolista uruguayo nacido en Brasil. Jugó de defensa y mediocampista por la izquierda, su último club fue el Club Nacional de Football de la Primera División de Uruguay.

## Biografía
Desde los doce años estaba en las inferiores de Nacional donde hizo todas las categorías. Jugaba de volante por la izquierda, pero en los últimos tiempos lo venían utilizando como lateral. Fue ascendido por Gerardo Pelusso en el año 2008 (junto con Mauricio Pereyra, Mathías Abero y Santiago García) a Primera División del equipo tricolor, con la cual debutó el 7 de febrero de 2009, en el partido correspondiente al Torneo Apertura 2008, frente a Central Español, que terminó con el triunfo albo 2:1, equipo que terminó saliendo campeón uruguayo 2008/2009. A la temporada siguiente fue cedido a préstamo a Central Español, donde marcó siete goles.

Tras su destacada actuación, el Oreja, como se lo conocía en el ambiente futbolístico, regresó en junio de 2010 para formar parte del plantel de Nacional.

### Accidente y muerte
En la mañana del 9 de septiembre de 2010 sufrió un grave accidente de tránsito mientras conducía por la rambla de Montevideo. Fue rescatado de los restos del automóvil por un médico que circulaba en otro vehículo. A causa de la colisión, el vehículo dio dos vueltas y terminó destrozando un cartel de publicidad ubicado en la vía pública. Desde el lugar del accidente fue llevado al sanatorio La Española, de Montevideo, donde fue intervenido quirúrgicamente alrededor de las 17:30 del mismo día. Falleció en la mañana del 11 de septiembre de 2010, luego de estar dos días en coma y pocas horas después que su padre arribara de su vuelo, proveniente de los Emiratos Árabes.
Debido a su grave estado de salud, Nacional, pidió a la Mesa Ejecutiva de la Asociación Uruguaya de Fútbol (AUF) y a Bella Vista (club con el que le correspondía jugar la 4ª Fecha del Apertura 2010) para cancelar el partido. Esta petición, en un principio fue denegada, sin embargo, al agravarse la salud del jugador, la AUF accedió a suspender ese partido. Luego de conocida la noticia de su fallecimiento, la AUF, suspendió toda la 4ª Fecha.

### Dedicatorias
Debido a su muerte, muchos jugadores y equipos uruguayos alrededor del mundo dedicaron sus goles al Oreja; Mario Regueiro en Lanús, Diego Forlán en el Atlético de Madrid (que lo festejó con su compatriota Diego Godín), Luis Suárez en el Ajax (en dos oportunidades), Luis Aguiar en el Sporting Braga, Sergio Blanco en el Querétaro marcando un triplete y celebrando agarrándose las orejas en cada anotación, Sebastián Abreu en el Botafogo, Carlos Bueno en la Universidad de Chile (equipo que entró con una camiseta que tenía el escudo de Nacional más una leyenda que decía: Diego, siempre en nuestros corazones) también los jugadores de Defensor Sporting desplegaron jugando por Copa Sudamericana contra Sport Huancayo, una bandera que decía Fuerza familia Rodríguez y por último, el gol de Jonathan Ramis de Peñarol contra Barcelona. Además los jugadores aurinegros mostraron una pancarta recordando al jugador fallecido y se hizo un minuto de silencio antes del partido por Copa Sudamericana.
En el primer partido de Nacional, luego de la muerte de Rodríguez (el 19 de setiembre), jugado en el Parque Central (estadio del equipo tricolor) frente al Club Atlético Bella Vista, se realizó un homenaje al Oreja con un minuto de silencio antes de empezar el partido, estos fueron unos de los momentos más impactantes del fútbol uruguayo en mucho tiempo.
Los jugadores bolsos salieron a la cancha con la camiseta de Diego y jugaron con un emblema especial (el cual conservaran toda la temporada) en la que usaron durante el partido, haciendo alusión al número 21 que usaba Rodríguez en Nacional. El partido, terminó con la victoria tricolor 1:0,  Santiago García,  le dedicó junto a sus compañeros su gol al Oreja. A su vez, la hinchada de Nacional recibió de manos del capitán Alejandro Lembo una bandera la cual ondea en cada encuentro en memoria a Diego Rodríguez.

Además, como homenaje, la directiva de Nacional decidió retirar el dorsal 21 por el resto de la Apertura 2010.

### Campeón "post-mortem"
Finalmente el 12 de junio de 2011, Nacional se consagró campeón del Uruguayo 2010-11, consagrándose de esta manera Diego Rodríguez como campeón uruguayo "post-mortem". Rodríguez disputó 3 partidos en la temporada antes de su trágico fallecimiento: frente a Wanderers, Fénix y El Tanque dando la asistencia del gol en este último partido. Nuevamente los futbolistas tricolores volvieron a dedicarle el trofeo.

## Clubes
| Club            | País    | Año       |
| --------------- | ------- | --------- |
| Nacional        | Uruguay | 2008-2009 |
| Central Español | Uruguay | 2009-2010 |
| Nacional        | Uruguay | 2010      |

## Palmarés
| Título                      | Club     | País    | Año       |
| --------------------------- | -------- | ------- | --------- |
| Liguilla Pre-Libertadores   | Nacional | Uruguay | 2007-2008 |
| Primera División de Uruguay | Nacional | Uruguay | 2008-09   |
| Primera División de Uruguay | Nacional | Uruguay | 2010-11   |